# Минатитлан (Веракрус)
Минатитлан (исп. Minatitlán) — город и муниципалитет в Мексике, входит в штат Веракрус. Население — 275 854 человека.
Расположен в северной части перешейка Теуантепек на реке Коацакоалькос. В 15 км на северо-восток находится город-порт Коацакоалькос.

## История
Город основан в 1910 году.